# Євген Бунда
Євген Бунда — львівський авангардний поет-урбаніст. Дебютував у «Літературних Вістях» у Львові (Ч. 3-4 за 1927 рік) де в тому ж році вийшла його збірка (становила б 20 сторінок в осібному виданні).
Біографічні відомості вкрай уривчасті. За даними Ореста Цурковського, сина редактора «Вістей» Ярослава Цурковського також займався психологією. Існує також припущення, що Євген Бунда і польський режисер і сценарист Евґеніуш Бунда ((пол.) Eugeniusz Bunda) одна й та сама особа, проте воно наразі не підтверджено.

## Прижиттєві публікації
- Бунда Євген. [Добірка віршів] // Літературні Вісти. — Львів, 1927. — № 5-6. — С. 5.
- Бунда Євген. Маркові Черемшині // Літературні Вісти. — Львів, 1927. — № 3-4. — С. 10.
- Бунда Євген. Творчий зеніт Богдана Лепкого // Літературні Вісти. — Львів, 1927. — № 5-8. — С. 3-4.

## Вірші
- Ногою на бубні
- В семім небі
- Маркові Черемшині
- та ін.